# Juan Esteban Pedernera
Juan Esteban Pedernera (San José del Morro, 25 de diciembre de 1796 - Buenos Aires, 1 de febrero de 1886) fue un militar argentino que fue vicepresidente y brevemente presidente de su país en 1861, tras la renuncia del hasta entonces presidente Santiago Derqui, quien huyó precipitadamente al Uruguay. Participó en la guerra de la Independencia y en las guerras civiles de su país, y ejerció el cargo de gobernador de la provincia de San Luis. Fue el último presidente argentino nacido antes de la Revolución de Mayo.

## Primeros años y Ejército de los Andes
Juan Esteban Pedernera nació en San José del Morro, hijo de Juan Esteban de Quiroga (1760) y Dominga Pedernera y Calderón (1760).
En 1815 se incorporó al Regimiento de Granaderos a Caballo de José de San Martín, con el que cruzó los Andes y actuó en las batallas de Chacabuco, Cancha Rayada y Maipú. A órdenes de Marcos Balcarce participó en la segunda campaña al sur de Chile, combatiendo en la batalla de Bío Bío bajo el mando de Antonio González Balcarce.
Hizo también la campaña del Perú, donde cayó en manos de los españoles y fue liberado en el Callao. En 1822 contrajo matrimonio con la dama peruana Juana Rosa Heredia Cañas. Participó en las Campaña de Intermedios, combatiendo en Ica, Mirave, Torata, Moquegua y Zepita. En la huida tras el fracaso de la campaña, su barco fue tomado por corsarios españoles y fue llevado prisionero a la isla de Chiloé. Escapó algún tiempo después y se trasladó con su esposa de regreso a la Argentina hacia 1826.
Al mando de un regimiento tomó parte en la guerra del Brasil, pero solo después de la batalla de Ituzaingó, por lo que estuvo casi inactivo.

## En las guerras civiles
A su regreso, apoyó la revolución de Juan Lavalle contra el gobernador Manuel Dorrego, y fue uno de sus jefes de caballería en la batalla de Navarro, en la que fue ascendido a coronel. Luego se incorporó a la división del general José María Paz en su lucha contra Juan Bautista Bustos, luchando en las batallas de San Roque, La Tablada y Oncativo como jefe de una parte importante de la caballería.
Por orden del general Paz, incorporó a la fuerza a su regimiento  a los soldados del caudillo federal derrotado, Juan Facundo Quiroga. Comandó una campaña por la sierra cordobesa, en que capturó y ejecutó a varios caudillejos federales, como los demás jefes de la represión de la resistencia federal.
Destinado a la frontera sudeste de Córdoba, en febrero de 1831 fue sorprendido por Ángel Pacheco en Fraile Muerto. Los soldados federales incorporados a su fuerza se pasaron al enemigo al inicio de la batalla, y fue completamente derrotado. Tras la captura de Paz, siguió al general Lamadrid en su retirada a Tucumán, donde fueron derrotados en la batalla de La Ciudadela. En sus memorias, Lamadrid culpó a Pedernera de esa derrota, porque una maniobra inesperada suya causó el desbande de sus tropas. Emigró a Bolivia y Perú, donde le reconocieron sus antiguos servicios a la independencia. En Perú entró al servicio del gobierno del presidente Luis José de Orbegoso, encontrándose presente en la Batalla de Huaylacucho en 1834. Sirvió posteriormente en filas de la Confederación Perú-Boliviana, presidida por su antiguo camarada Andrés de Santa Cruz, actuando en la guerra contra Chile y los restauradores peruanos y combatiendo en las batallas de Guías (1838) y Yungay (1839), tras la cual la Confederación fue disuelta y Pedernera forzado nuevamente al exilio. 
En 1840 regresó hacia La Rioja para luchar contra el gobierno del general Juan Manuel de Rosas, enviado por la comisión argentina de emigrados antirrosistas, para ser el jefe de Estado Mayor del caudillo local Tomás Brizuela; este lo ascendió al grado de general. Tras algunos desencuentros con Brizuela, se unió a las fuerzas del general Lavalle. Fue el jefe de la más importante división de caballería en la batalla de Famaillá, en que los unitarios fueron completamente derrotados. Acompañó a Lavalle hasta San Salvador de Jujuy, donde este fue muerto por una partida federal, y se encargó del mando de los restos de sus tropas en la huida a Bolivia, llevando también el cadáver de Lavalle. En el camino, como el cuerpo comenzara a descomponerse, ordenó descarnarlo para huir con sus huesos hasta Potosí.
Regresó al Perú, incorporándose al ejército de ese país, con el grado de general. Permaneció allí trece años.

## El último presidente de la Confederación
En 1855 fue elegido senador nacional por San Luis en el Congreso de Paraná. Un año más tarde fue nombrado comandante de la División de Ejército Sur, con sede en San Luis. En diciembre de 1858, al conocerse el asesinato del general Nazario Benavídez, ocupó con sus tropas la provincia de San Juan y aseguró la intervención federal a esa provincia.
En 1859 fue elegido gobernador de su provincia; se dedicó casi exclusivamente a organizar fuerzas militares para defenderse contra la agresión del Estado de Buenos Aires. Participó en la batalla de Cepeda, que obligó a Buenos Aires a unirse al resto del país, en octubre de 1859. Formó parte de la comisión que firmó el Pacto de San José de Flores con el gobierno porteño.
Poco después fue elegido para integrar la fórmula presidencial como vice de Santiago Derqui, que derrotó a la unitaria de Mariano Fragueiro y Antonino Taboada el 6 de marzo de 1859. Asumió la vicepresidencia y debió reemplazar a Derqui en varias oportunidades; especialmente cuando este se trasladó a Córdoba a dirigir la intervención y a preparar el ejército para el nuevo enfrentamiento con Buenos Aires.
Después de la derrota de Justo José de Urquiza en la batalla de Pavón, en 1861, y tras la defección de Urquiza, Derqui se retiró del país, dejando una carta de fecha 5 de noviembre de 1861 que fue interpretada como su renuncia:.«He llegado a convencerme de que mi presencia al frente de la Administración Nacional se toma como un obstáculo para el arreglo de la actual situación de la República, tan dañosa ya al honor y a los intereses de ella. He resuelto, pues, separarme de ella». Pedernera asumió el gobierno con la intención de convencer al expresidente de enfrentar a los porteños. Pero todo fue en vano, y tras la derrota de Cañada de Gómez, declaró caduco el gobierno de la Confederación, dejando abierto el camino de Bartolomé Mitre al poder.
Había sido gobernante en calidad de "Vicepresidente, en ejercicio del Poder Ejecutivo" durante 38 días.
Se retiró a la vida privada en San Luis, y falleció en Buenos Aires el 1 de febrero de 1886. Sus restos están sepultados a los pies del imponente monumento ecuestre, inaugurado en 1915 y que honra su figura, en la Plaza Pedernera de la localidad de Villa Mercedes, en la Provincia de San Luis.
Según Carlos Pellegrini: 

"Su voz ha enmudecido, pero la fama recoge su nombre y lo inscribe en la página inmortal que recuerda el de los padres de la patria. La lápida de su sepulcro es pequeña para contener el nombre de sus campañas y de los hechos de armas donde se distinguió por su valor".

En palabras de Adolfo Saldías: 

"Perteneció a una generación de bronce que dejó por herencia medio mundo redimido por la libertad. A las generaciones que se sucedan no les será dado realizar evoluciones tan estupendas en el orden del progreso humano, pero sí hacerse digna de aquéllas manteniendo vivo en su espíritu el fuego sagrado de esa tradición humanitaria y progresista".

## Reconocimientos
El Regimiento de Caballería de Tanques 13 del Ejército Argentino lleva su nombre.
Uno de los principales departamentos de la Provincia de San Luis y una plaza en la ciudad de Villa Mercedes llevan este nombre, además de algunas calles en ciudades del territorio provincial